# 石畑匡基
石畑 匡基（こくはた まさき、昭和63年（1988年） - ）は、日本の日本史学者。学位は博士（比較社会文化）。大手前大学国際日本学部の講師で、大手前大学史学研究所の所員。専門分野は日本史の中近世移行期（戦国時代から江戸時代）。安芸国の戦国大名・毛利氏を主な研究対象とし、その他に土佐国の戦国大名・長宗我部氏や土佐藩、大谷吉継などの研究を行っている。

## 略歴
昭和63年（1988年）山口県で出生する。その後、岡山県新見市で幼少期を過ごす。
平成22年（2010年）3月に高知大学人文学部人間文化学科を卒業した後は、九州大学大学院へと進学し、平成28年（2016年）9月に学位論文「戦国期における毛利氏の権力構造―毛利元清・元政・元康を中心として」で博士（比較社会文化）の学位を取得した。
その後、高知県立歴史民俗資料館の学芸員や高知大学人文社会学部の非常勤講師を務め、令和4年（2022年）4月から大手前大学国際日本学部の講師と大手前大学史学研究所の所員に就任した。
また、ミネルヴァ書房が出版するミネルヴァ日本評伝選の刊行予定として大谷吉継の執筆を担当することが発表されている。

## 学歴
- 平成15年（2003年）4月 - 平成18年（2006年）3月、岡山県立新見高等学校。
- 平成18年（2006年）4月 - 平成22年（2010年）3月、高知大学人文学部人間文化学科。
- 平成22年（2010年）4月 - 平成24年（2012年）3月、九州大学大学院比較社会文化学府日本社会文化専攻修士課程。
- 平成24年（2012年）4月 - 平成28年（2016年）3月、九州大学大学院比較社会文化学府日本社会文化専攻博士後期課程。

## 職歴
- 平成28年（2016年）4月 - 令和4年（2022年）3月、高知県立歴史民俗資料館の学芸員。
- 平成29年（2017年）10月 - 令和4年（2022年）3月、高知大学人文社会学部の非常勤講師。
- 令和4年（2022年）4月 - 現在、大手前大学国際日本学部の講師。
- 令和4年（2022年）4月 - 現在、大手前大学史学研究所の所員。
- 令和4年（2022年）10月 - 令和7年（2025年）3月、人間環境大学心理学部の非常勤講師。

## 委員歴
- 平成24年（2012年）10月 - 平成26年（2014年）10月、九州史学研究会の事務局長。
- 平成28年（2016年）4月 - 現在、高知海南史学会の運営委員。
- 平成29年（2017年）6月 - 令和2年（2020年）5月、本山町本山城調査・検討委員会の委員。
- 令和2年（2020年）11月 - 令和3年（2021年）11月、社会経済史学会中国四国部会の理事。
- 令和3年（2021年）10月 - 現在、高知県の学校資料を考える会の副代表。
- 令和4年（2022年）7月 - 令和5年（2023年）6月、土佐清水市史編纂委員会の土佐清水市史執筆委員。
- 令和5年（2023年）4月 - 現在、『高知県史』編纂 古代・中世部会の戦国時代担当の委員。

## 所属学会
- 日本史研究会
- 戦国史研究会
- 織豊期研究会
- 高知海南史学会
- 九州史学研究会
- 日本古文書学会
- 日本歴史学会

## 受賞歴
- 平成22年（2010年）3月、平成21年度高知大学南溟会賞（高知大学南溟会）
- 平成26年（2014年）12月、第12回徳川奨励賞（德川記念財団） - 研究テーマ『近世大名の権力構造と一門』で受賞[7]。

## 著書

### 共著・分担執筆
- 谷口央 編『関ヶ原合戦の深層』高志書院、2014年11月。ISBN 978-4-86215-142-1。
他の執筆者は谷口央、片桐昭彦、森木悠介、山本浩樹、津野倫明、黒嶋敏、竹井英文、高橋修。
  - 「増田長盛と豊臣の「公儀」―秀吉死後の権力闘争―」27-52頁。
- 太田浩司 編『石田三成―関ケ原西軍人脈が形成した政治構造―』宮帯出版社、2022年3月。ISBN 978-4-80160-274-8。
  - 「石田三成と宇喜多秀家」
- 光成準治 編『戦国武将列伝9 中国編』戎光祥出版、2023年8月。ISBN 978-4-86403-448-7。
他の執筆者は光成準治と中司健一。
  - 「浦上宗景―中国東部に覇を唱えた国衆」195-209頁。
  - 「宇喜多直家―毛利氏と織田氏の間で躍動する境目領主―」210-223頁。
  - 「三村家親・元親―備中最大の勢力への飛躍―」224-232頁。
  - 「三浦貞久・貞広―毛利氏と敵対した美作の国衆―」233-242頁。
  - 「細川通董―備中に盤踞した名門細川家一門―」243-252頁。
- 平井上総 編『戦国武将列伝10 四国編』戎光祥出版、2022年12月。ISBN 978-4-86403-449-4。
他の執筆者は平井上総、森脇崇文、中平景介、川島佳弘、嶋中佳輝、磯川いづみ、大上幹広、土居聡朋、桑名洋一、山内治朋。
  - 「長宗我部国親―長宗我部氏勃興の立役者―」14-26頁。
  - 「桑名吉成―元親・盛親に仕えた悲劇の重臣―」78-89頁。
  - 「安芸国虎―元親に立ちはだかった土佐東部の名族―」115-124頁。

## 論文
- 「秀吉死後の政局と大谷吉継の豊臣政権復帰」『日本歴史』第772号、日本歴史学会、2012年9月、38-54頁、CRID 1520009407417231616。
- 「宇喜多騒動の再検討―『鹿苑日録』慶長五年正月八日条の解釈をめぐって―」『織豊期研究』第14号、織豊期研究会、2012年10月、44-58頁、CRID 1523669553307845120。 - 森脇崇文編著『シリーズ・織豊大名の研究12 宇喜多秀家』（戎光祥出版、2024年10月）にも収録。
- 「討論 日本史の立場から（研究会の記録 若手研究者問題を考える）」『九州歴史科学』第41号、九州歴史科学研究会編、2013年12月、74-76頁、CRID 1523951029673010048。
- 「毛利元清発給文書の研究」『倉敷の歴史』第24号、倉敷市文書館 (アーカイブズ) 研究会、2014年3月、1-21頁。
- 「戦国期毛利元清の権限と地位」『古文書研究』第78号、日本古文書学会編、2014年12月、43-62頁、CRID 1520009409116178304。
- 「戦国期における毛利氏の権力構造―毛利元清・元政・元康を中心として」、博士論文、2016年。
- 「豊臣期毛利氏における「諸大夫成」家臣」『戦国史研究』第72号、戦国史研究会編、2016年8月、13-28頁、CRID 1520853834409812736。
- 「土佐藩における「諸国城割令」の受容と破城」『高知県立歴史民俗資料館研究紀要』第21号、高知県文化財団編、2017年3月、1-17頁、CRID 1520010378544401152。
- 「第二回ブラジル移民船旅順丸の航海日誌」『高知県立歴史民俗資料館研究紀要』第21号、高知県文化財団編、2017年3月、41-65頁、CRID 1521980705330579968。
- 「土佐藩の普請役への対応と材木役」『高知県立歴史民俗資料館研究紀要』第22号、高知県文化財団編、2018年3月、45-66頁、CRID 1521417755882424448。
- 「征伐以後公辺へ指出控―土佐藩郷士がみた戊辰戦争―」『高知県立歴史民俗資料館研究紀要』第22号、高知県文化財団編、2018年3月、67-81頁、CRID 1520291855150821248。
- 「陸軍特別大演習の始原―明治十八年福岡県大演習の分析を中心に」『高知県立歴史民俗資料館研究紀要』第23号、高知県文化財団編、2019年3月、1-23頁、CRID 1522543655731125632。
- 「日露戦争従軍兵史料―歩兵第四十四聯隊所属髙橋正樹書簡を中心に―」『高知県立歴史民俗資料館研究紀要』第24号、高知県文化財団編、2020年3月、23-58頁、CRID 1522543655731125632。
- 「長宗我部地検帳の写本と矢倉帳」『海南史学』第57号、高知海南史学会、2019年8月、103-112頁、CRID 1520009408614914176。
- 「戦国期における毛利氏の出雲支配と毛利元康」『日本歴史』第857号、日本歴史学会編、吉川弘文館、2019年10月、46-62頁、CRID 1520572359516866176。
- 「陸奥三春城主松下長綱の改易と土佐山内家への「御預」」『海南史学』第58号、高知海南史学会、2020年8月、1-25頁、CRID 1520572357272560768。
- 「書評と紹介 岸田裕之著『講演録で読む 中国地域の戦国時代史』」『日本歴史』第870号、日本歴史学会編、吉川弘文館、2020年11月、101-103頁、CRID 1520853833580323584。
- 「山内忠義発給文書目録稿」『高知県立歴史民俗資料館研究紀要』第25号、高知県文化財団編、2021年3月、1-36頁、CRID 1522262181068200704。
- 「高知県立歴史民俗資料館所蔵山内忠義発給文書について」『高知県立歴史民俗資料館研究紀要』第25号、高知県文化財団編、2021年3月、37-59頁、CRID 1522825131022556672。
- 「近世初期における土佐の鷹場」『海南史学』第59号、高知海南史学会、2021年8月、27-48頁、CRID 1520572360080555392。
- 「2021年度林業経済研究所研究奨励事業の採択を受けて」『林業経済』第74巻第3号、一般財団法人林業経済研究所、2021年8月、31頁、CRID 1390007437193101440。
- 「信長朱印状の行方」『月刊大和路ならら』第276号、月刊大和路ならら、2021年9月、12-13頁。
- 「郡山発展の立役者 増田長盛」『月刊大和路ならら』第288号、月刊大和路ならら、2022年9月、18-19頁。
- 「もりおか歴史文化館収蔵「御預人」」『大手前大学史学研究所紀要』第17号、大手前大学史学研究所、2023年3月、1-53頁、CRID 1010302693937304448。
- 「黒田騒動における栗山大膳の意識と南部家への「御預」」『市史研究ふくおか』第19号、福岡市史編集委員会編、2024年3月、82-93頁、CRID 1010302693937304449。
- 「史料紹介 備中松山藩領における寺院所蔵御根小屋登城史料」『大手前大学史学研究所紀要』第18号、大手前大学史学研究所、2024年3月、1-22頁、CRID 1010302693937304450。
- 「梟雄ではない？ 宇喜多直家の実像―浦上宗景VS宇喜多直家―」『歴史研究』第719号、戎光祥出版、2024年4月。
- 「寛永十三年江戸城普請における土佐山内家の材木役をめぐって」『海南史学』第62号、高知海南史学会、2024年8月、27-42頁。
- 「近世前期における幕府の材木需要―土佐山内家による納入材木の規格分析を事例として」『林業経済』第77巻第11号、林業経済研究所、2025年3月、1-27頁。

## 研究プロジェクト
- 「江戸時代初期における藩主文書の研究」公益財団法人髙梨学術奨励基金、平成30年度若手研究助成、2018年4月-2019年3月、研究代表者。
- 「豊臣期土佐国における武家奉公人の研究」公益財団法人土佐山内記念財団、平成31年度公益財団法人土佐山内記念財団学術研究・文化学術振興活動助成金、2019年5月-2020年3月、研究代表者。
- 「江戸時代初期における藩主文書の研究」公益財団法人髙梨学術奨励基金、令和3年度若手研究助成、2021年4月-2022年3月、研究代表者。平成30年度の継続。
- 「江戸時代初期における幕府の材木需要」一般財団法人林業経済研究所、2021年度一般財団法人林業経済研究所研究奨励事業（小瀧研究奨励金）、2021年5月-2022年3月、研究代表者。
- 「江戸時代土佐における葬法の研究」一般財団法人冠婚葬祭文化振興財団、一般財団法人冠婚葬祭文化振興財団 第23回社会貢献基金助成、2022年4月-2023年3月、研究代表者。
- 「豊臣政権における奉行の知行地支配に関する基礎的研究」大手前大学、日本学術振興会 科学研究費助成事業 研究活動スタート支援、2022年8月31日-2024年3月31日、研究代表者。
- 「中近世移行期における大名発給文書の基礎的研究―毛利輝元発給文書目録を中心に―」大手前大学、日本学術振興会 科学研究費助成事業 若手研究、2024年4月1日-2028年3月31日、研究代表者。

## 学会発表・講演会
2011年
- 2011年度高知海南史学会大会 研究発表「豊臣期大名の「諸大夫成」家臣―毛利氏の場合―」（2011年8月7日、高知城ホール）

2012年
- 2012年度日本古文書学会大会 研究発表「戦国期毛利氏における「穂田」元清」（2012年9月23日、東大寺総合文化センター）
- 2012年度広島史学研究会大会 部会発表「戦国から豊臣期における元清」（2012年10月28日、広島大学）

2014年
- 七隈史学 第十六回大会 日本史部会発表「豊臣政権下における大名一門」（2014年9月27日、福岡大学）

2017年
- 第29回全国龍馬ファンの集い志国高知大会 パネルディスカッション「土佐の四天王 時代を拓いた若者たち！～その志と生き様に学ぶ～」（2017年10月14日、高知県立県民文化ホール）武市半平太の発表者を担当[注釈 2]。

2018年
- 第11回四国地域史研究連絡協議会大会・第四〇回徳島地方史研究会公開研究大会合同大会 研究報告「土佐藩における開発と「長宗我部地検帳」」（2018年12月16日、徳島県立図書館）

2019年
- 2019年度中国四国歴史地理学協会研究大会 部会発表「天野元政考」（2019年6月16日、高知大学）
- 2019年度九州史学研究会大会 近世史部会報告「土佐藩における「預人」」（2019年9月12日、福岡女子大学）
- 2019年度九州史学研究会大会・総会 シンポジウム報告「土佐藩における「預人」」（2019年10月20日、九州大学）
- 第12回四国地域史研究連絡協議会大会・高知県立歴史民俗資料館シンポジウム「豊臣政権下の四国」報告「豊臣期土佐における武家奉公人―中間・小者を素材として―」（2019年12月1日、高知県立歴史民俗資料館多目的ホール）

2020年
- 日本史研究会 第59回近世史サマーセミナー分科会1「領主支配・地域・環境（鷹狩）」報告2「土佐藩放鷹制度の研究」（2020年9月5日）
- 2020年度社会経済史学会中国四国部会高知大会 第1報告「満州建設勤労奉仕隊と満州移民―徳島県隊「アルバム」を事例に―」（2020年11月29日、高知市立自由民権記念館ホール）

2021年
- 坂の上の雲ミュージアム 令和3年度（後期）連続講座「近代国家とは何か」第1回講座「日本人と近代オリンピック―早稲田大学競走部監督山本忠興の視点から―」（2021年10月9日、坂の上の雲ミュージアム）

2022年
- 高知海南史学会研究例会「山内忠義発給文書の基礎的研究」（2022年3月6日、オンライン開催）
- 九州大学大学院地球社会統合科学府提携講座「九州の豊臣大名―九州北部地域―」第6回講座「徳川の世を生きた豊臣大名 寺沢広高」（2022年3月5日、朝日カルチャーセンター福岡教室）
- 2022年度高知海南史学会大会研究報告「江戸時代初期における幕府の材木需要―土佐山内家による納入材木の規格分析を事例として―」（2022年8月7日、オンライン開催）
- 大手前大学 第26回トークライブ in CELL「花押で読み解く戦国時代」（2022年10月25日、大手前大学メディアライブラリーCELL）
- 第73回1617会徳島・池田例会 報告5「近世土佐における支城制の展開」（2022年12月4日）

2023年
- 下関市立歴史博物館 長府毛利家遺品公有化・毛利秀元長府入部420年記念企画展「長府毛利家遺品―下関に託された至宝―」記念特別講演会「謎解き毛利元清」（2023年1月8日、下関市生涯学習プラザ風のホール）
- 第26回大手前比較文化学会「豊臣奉行発給文書の基礎的研究―大谷吉継発給文書を中心として―」（2023年11月6日）

2024年
- 大手前大学史学研究所講演会「大谷吉継の虚像と実像」（2024年6月22日、大手前大学）

2025年
- 岐阜関ケ原古戦場記念館講演会「新収蔵「大谷吉継黒印状」から読み取る吉継の人となり」（2025年4月20日、岐阜関ケ原古戦場記念館）
- 山口県文書館歴史探求講座「没後400年 毛利輝元」講演1「毛利輝元と豊臣政権」（2025年6月7日、山口県立山口図書館）

## その他
- 高知県立歴史民俗資料館 平成29年度幕末維新博関連企画展「大政奉還を「象」った男 後藤象二郎」展示図録、2017年7月、編集責任者。
- 高知県立歴史民俗資料館 令和元年度企画展「遠流の地 土佐」展示図録、2020年1月、編集責任者。
- 高知県立歴史民俗資料館 令和2年度企画展 「史料で読み解く長宗我部」展示図録、2021年3月、編集責任者。
- 高知県立歴史民俗資料館 開館30周年記念企画展「土佐人 山本忠興と近代オリンピック」展示図録、2021年7月、編集責任者。
- 高知県立歴史民俗資料館 開館30周年記念企画展「長宗我部氏とその時代―一次史料がつむぎ出す、その実像―」展示図録、2022年1月、編集責任者。